# Weinsbach (Adelzhausen)

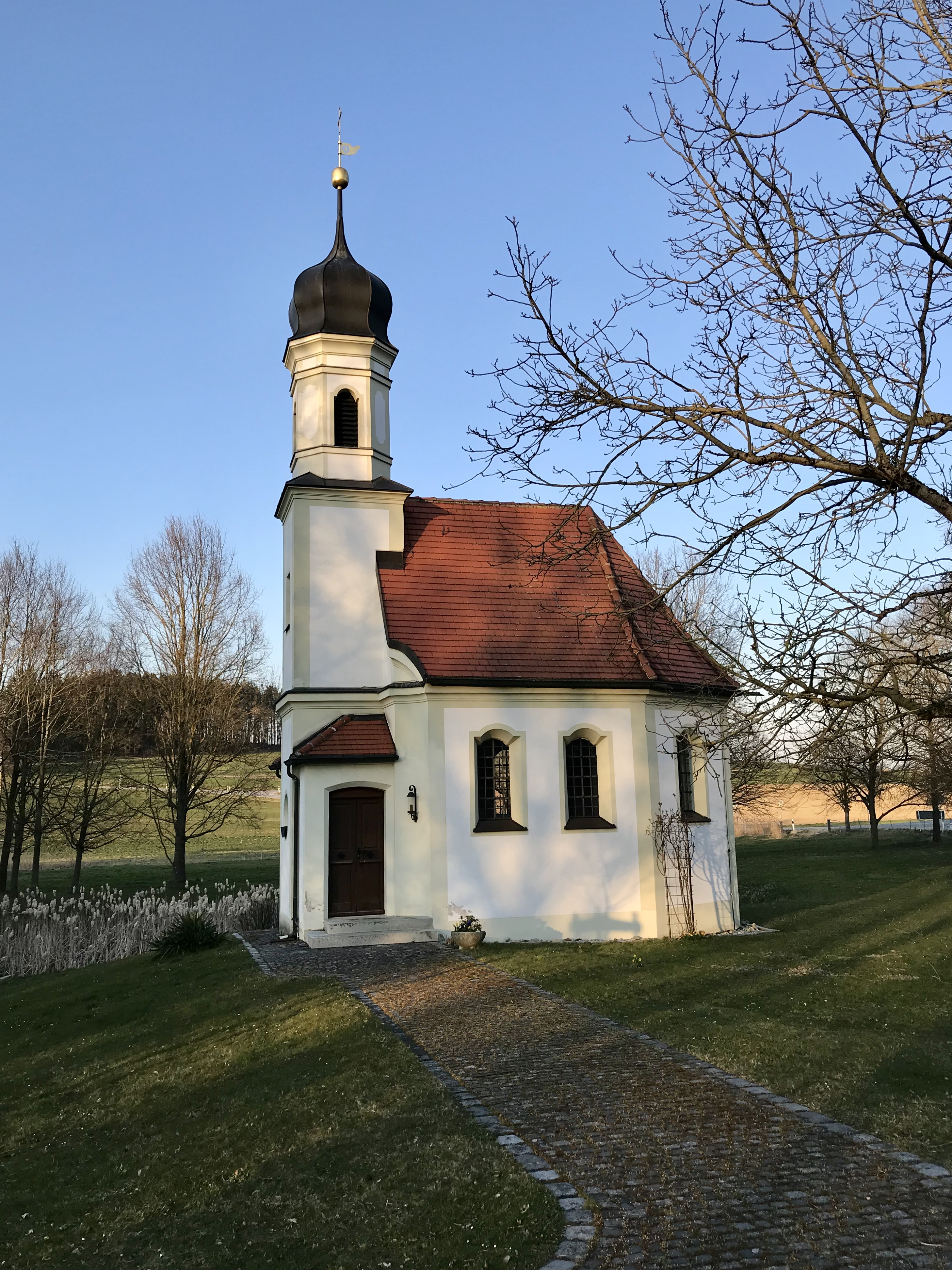
Kapelle St. Johannes Gualbertus in Weinsbach

Weinsbach ist ein Gemeindeteil von Adelzhausen im schwäbischen Landkreis Aichach-Friedberg in Bayern. Die Einöde liegt circa einen Kilometer westlich von Adelzhausen.

## Geschichte
Mit dem Zweiten Gemeindeedikt vom 17. Mai 1818 wurde Weinsbach zur Gemeinde Burgadelzhausen zugeordnet. 
Zum 1. Juli 1976 wurde im Zuge der kommunalen Neuordnung Bayerns die Gemeinde Burgadelzhausen mit Weinsbach nach Adelzhausen eingegliedert.